# Le Nez dans le ruisseau
Pour plus de détails, voir Fiche technique et Distribution.
Le Nez dans le ruisseau est un film dramatique franco-suisse réalisé par Christophe Chevalier et sorti en 2012.
C'est le premier long métrage de son réalisateur, après son documentaire Génération Electro sorti en 2008.

## Synopsis
À l'approche du tricentenaire de la naissance de Jean-Jacques Rousseau, la journaliste Marie Mercier doit faire un reportage sur Confignon, un village suisse du canton de Genève où a résidé le philosophe. La journaliste fait ce travail à contrecœur, ayant été menacée par son chef de licenciement. Là-bas, elle remarque Tom Dubois, un garçon solitaire qui semble spontanément connaître de nombreux détails sur la vie du philosophe, sans que son père ne lui ait jamais rien appris à ce sujet. Marie Mercier contacte le professeur de philosophie Auguste Stohler qui a consacré sa vie à étudier la biographie de Jean-Jacques Rousseau. Elle se rend avec Stohler à la maison de Tom Dubois pour que le professeur parvienne à briser la glace avec le garçon qui, en vrai enfant sauvage, passe ses journées seul dans la nature près d'un torrent. Ses connaissances sur Rousseau le font passer pour un surdoué et il est victime de harcèlement de la part de ses camarades, donc son père songe de plus en plus à l'envoyer en pension.

## Fiche technique
- Titre original français : Le Nez dans le ruisseau[1],[2],[3]
- Réalisation : Christophe Chevalier
- Scénario : Christophe Chevalier
- Photographie : Serge Dell'Amico
- Montage : Laurence Guzzo
- Musique : Julien Painot
- Décors : Mary Villars Tonicello
- Production : Yann Brolli, Alexandre Monnier, Dominique Rappaz
- Société de production : CTF-net, Taxi Films Genève, Les Films du Tamarin
- Pays de production :  Suisse -  France
- Langue originale : français
- Format : couleurs
- Genre : drame
- Durée : 90 minutes
- Dates de sortie : 
  - Italie : 29 août 2012

## Distribution
- Sami Frey : Auguste Stohler
- Anne Richard : Marie Mercier
- Liam Kim : Tom Dubois
- Jean-Philippe Écoffey : Marc Dubois
- Bruno Todeschini : Vincent Mercier
- Luna Desmeules : Thérèse
- Claudine Berthet : Aubergiste
- Jean-Luc Borgeat : Rédacteur en chef
- Séverine Bujard : Professeur à la cafétéria
- Isabelle Caillat : La maîtresse d'école